# Mengusovská-vallei

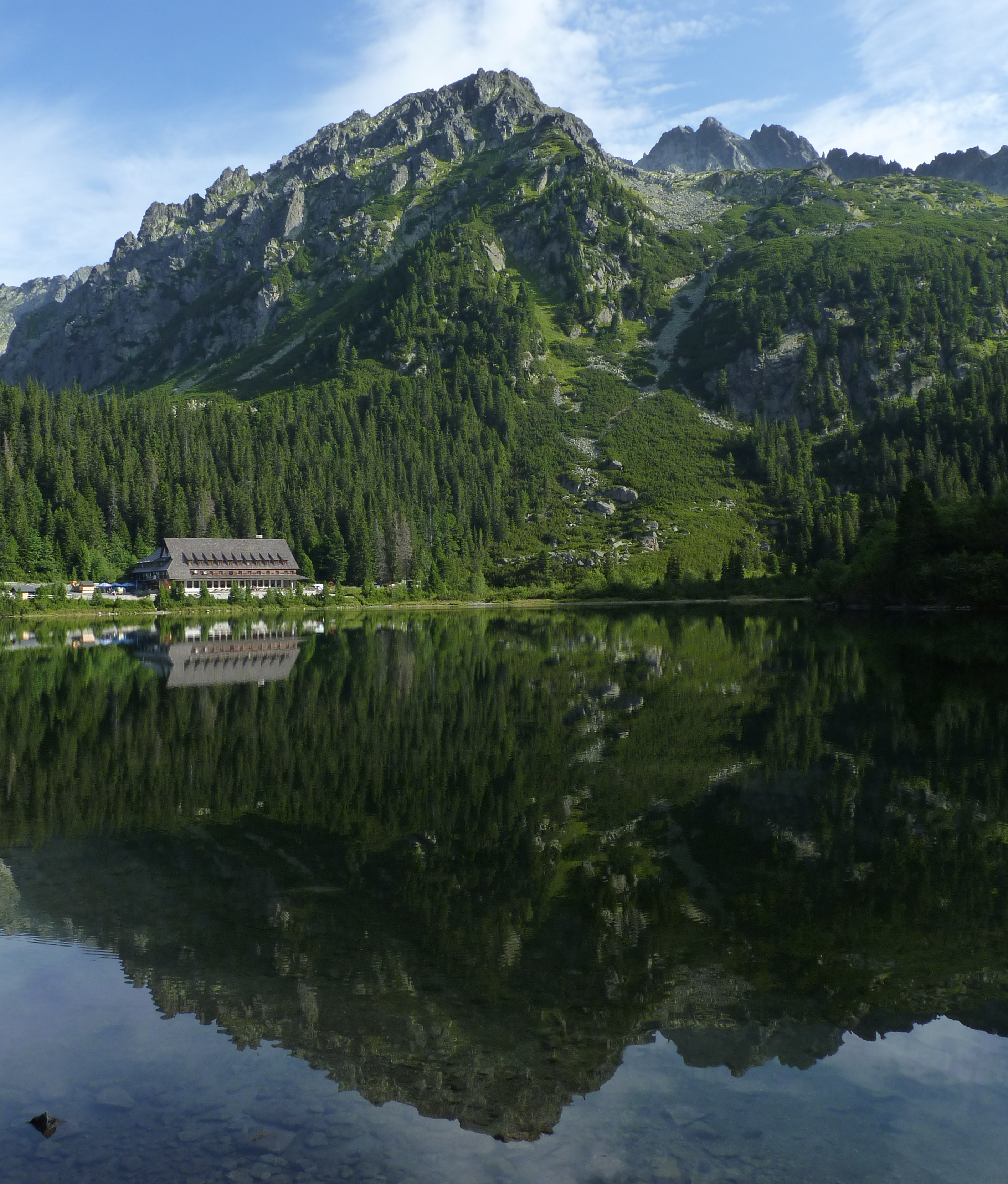
Popradské pleso met hotel

De Mengusovská-vallei (Slowaaks: Mengusovská dolina) is een grote vallei aan de zuidkant van de Hoge Tatra, ten noorden van skigebied en kuuroord Štrbské Pleso. De vallei is ingeklemd tussen de Kôprová-vallei en Mlynická-vallei in het westen en de Batizovská-vallei en Štôlska-vallei in het oosten. Op de noordrand van de vallei bevindt zich de berg Rysy. De vallei herbergt in totaal 25 meren. Door de vallei stroomt de Hincovobeek die ontspringt in de Veľké Hincovo pleso en samenkomt met de beek Krupa, die op zijn beurt ontspringt vanuit het meer Popradské pleso de rivier de Poprad vormt.

## Meren
| Naam                          | Bijzonderheid       |
| ----------------------------- | ------------------- |
| Veľké Hincovo pleso           |                     |
| Malé Hincovo pleso            | kluster van 3 meren |
| Hincove oká                   | kluster van 8 meren |
| Satanove plieska              | kluster van 2 meren |
| Popradské pleso               |                     |
| Vyšné Žabie pleso Mengusovské |                     |
| Malé Žabie pleso Menugsovké   |                     |
| Veľké Žabie pleso Mengusovké  |                     |
| Dračie pleso                  | kluster van 2 meren |
| Malé Dračie pleso             |                     |
| Dračie oká                    |                     |
| Vyšné Rumanovo pliesko        |                     |
| Rumanovo pleso                |                     |
| Ľadové pleso Mengusovské      |                     |